# Starý Šaldorf
Starý Šaldorf (německy Alt Schallersdorf) je zaniklá vesnice, součást města Znojmo. Nacházela se poblíž Louckého kláštera a na jejím místě bylo vybudováno panelové sídliště.

## Název
Nejstarší písemný doklad jména vsi z roku 1307 má podobu Schalliczdorf, z roku 1348 pak Schalichdorf. Ty ukazují na starší českou předlohu, jež zněla asi Žaličovice nebo Šaličovice a jejím základem bylo osobní jméno Žalič či Šalič (založené na slovesu žaliti nebo šáliti). V obou možnostech se vlastně jednalo původně o pojmenování obyvatel vsi (původní zakončení -ici) a označovalo lidi poddané člověku příslušného jména. Až do poloviny 19. století je jméno doloženo jen německy, postupně se vyvinulo do podoby Schallersdorf (tak psáno od 17. století) a z ní se vyvinul český tvar Šaldorf.

## Historie

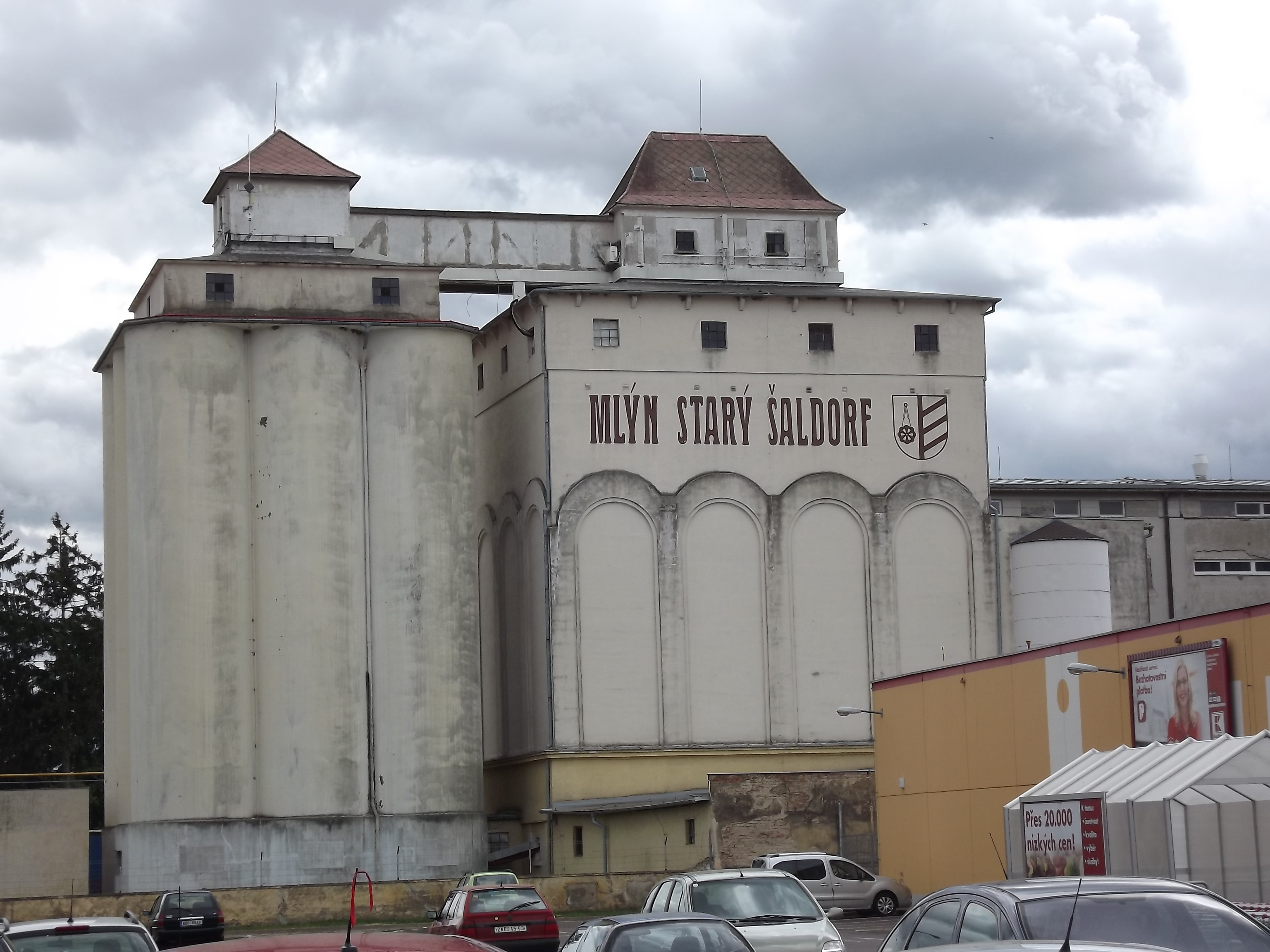
Mlýn Starý Šaldorf

První písemná zmínka o Starém Šaldorfu pochází z roku 1307. Zřejmě koncem 16. století byla na druhém (pravém) břehu Dyje založena vesnice Nový Šaldorf, v pramenech poprvé zmiňovaná roku 1634. Původní Starý Šaldorf se nacházel uvnitř meandru Dyje, mezi Oblekovicemi a Sedlešovicemi, na ostrově, který byl vytvořen mlýnským náhonem. Ves, umístěná v záplavové oblasti Dyje, byla zničena při povodni v roce 1799. Nové sídlo již bylo vystavěno na odlišném a vyvýšeném místě, východně od Louckého kláštera, podél cesty z Znojma na Oblekovice.
Po roce 1850, tedy po zrušení patrimoniální správy, byl Starý Šaldorf samostatnou obcí, jejíž součástí byl zprvu i Nový Šaldorf. Ten se v roce 1874 osamostatnil. V letech 1938–1945 byl Starý Šaldorf součástí Znojma, ke kterému byl definitivně přičleněn v roce 1949. V roce 1952 bylo katastrální území Starého Šaldorfu přičleněno ke katastru Louky. V 70. letech 20. století byl celý Starý Šaldorf postupně zbořen a na jeho místě bylo vybudováno panelové sídliště.
Starý Šaldorf, vystavěný na přelomu 18. a 19. století, se nacházel na rozhraní současných katastrálních území Znojmo-město a Znojmo-Louka, východně od Louckého kláštera. Ves byla tvořena ulicovkou podél nejjižní části dnešní Vídeňské třídy a severní části ulice Dukelských bojovníků. Z východu přicházela kolmo cesta v trase současné Brněnské ulice. Na křižovatce se nacházela kaple svatého Jana Nepomuckého a Panny Marie Bolestné, zničená v roce 1978. Na území zbořené vsi vyrostlo v dalších letech především panelové sídliště kolem ulice Dukelských bojovníků.
Ze Starého Šaldorfu se dochoval mlýn na Dyji, postavený jižně od vsi, nedaleká výklenková kaplička a kolonie rodinných domů z první republiky v Krapkově a Melkusově ulici.

## Obyvatelstvo
| 1869 | 1880 | 1890 | 1900 | 1910  | 1921 | 1930 | 1950 | 1961 | 1970 | 1980 | 1991 | 2001 | 2011 |
| ---- | ---- | ---- | ---- | ----- | ---- | ---- | ---- | ---- | ---- | ---- | ---- | ---- | ---- |
| 723  | 825  | 925  | 958  | 1 053 | 890  | 892  | 756  | —    | —    | —    | —    | —    | —    |